# 大島公一
大島 公一（おおしま こういち、1967年6月17日 - ）は、東京都板橋区出身の元プロ野球選手（内野手、右投両打）・コーチ、野球解説者。大学野球指導者。2024年1月から法政大学野球部監督を務める。

## 経歴

### プロ入り前
東京都板橋区の西高島平駅近辺で、電気配線工事を営む家庭に生まれる。兄弟構成は姉が1人いる。小学校2年生でリトルリーグの板橋リトルに入り、野球を始めた。4年生の時には右肘にヒビが入り、一時は野球を続けることも危ぶまれたが自然に回復した。外野手などを務めていたが5年生からは遊撃手となり、6年生の時は選抜チームで関東大会に参加して大久保博元のいる水戸選抜を破って優勝し、全国大会に進んだ。中学時代はボーイズリーグの志村球友会（現在の志村ボーイズ）に所属し、徳島県立撫養高校などで監督を務めた天野利明監督からマンツーマンで指導を受ける。シニアでは全国大会ベスト4を3回経験した。
大学附属であることなどからシニアのチームメート数名と共に法政二高に進み、2年春の1984年には選抜大会に出場した。小川博文を擁する拓大紅陵に2回戦で敗れている。卒業後は法政大学に進学したが、高校野球部の同級生67名の中で大学野球部に進んだのは2名だけだった。このため、他の仲間の分まで頑張ろうと責任感が芽生えたという。なお、大学の同級生には葛西稔や田中善則がいた。
大学では当初は守備要員となっていたが、2年の冬に竹内昭文監督に勧められて俊足を活かすため右打ちからスイッチヒッターに転向した。当初からミートはできたが、スイングスピードを上げるためにトスバッティングなどを繰り返した。転向直後の3年春から六大学リーグ戦で3期連続で二塁手のベストナインに選出され、4年春までの法政のリーグ4連覇に貢献した。また4年次には主将を務め、リーグ通算71試合出場、228打数68安打、打率.298、3本塁打、27打点の成績を残している。
1990年に大学を卒業すると社会人野球の日本生命に進み、1年目から1番・二塁手としてレギュラーに定着した。同期で2番・中堅手の内匠政博とともにチームを引っ張り、同年の日本選手権でチームは優勝を果たした。1991年はアジア選手権で代表入りし、同大会で盗塁王に輝くなどバルセロナ五輪への出場権獲得に貢献した。翌1992年にはバルセロナ五輪代表にチームメイトの杉浦正則、十河章浩らとともに選出されている。予選リーグの第3戦まで無安打と苦しんだが、3位決定戦の対アメリカ戦で3安打4打点を記録するなど、第4戦以外は全て「1番・二塁手」として先発出場して日本の銅メダル獲得に貢献した。同大会の成績は打率.310、出塁率.459で、1番打者の役割を果たしている。
同年の都市対抗では打撃賞に輝き、チームの7年ぶりの優勝に貢献した。この年のドラフト会議では3位以上の上位指名でなければプロ入りしない考えだったが、3巡目までに指名はなかった。このため4巡目の指名の前に近鉄から受けた指名の挨拶の電話に断りを入れたが、それでも近鉄は5巡目に大島を指名した。気持ちは揺れたものの球団側の熱意を感じ、結局は同じ日本生命の内匠とともに入団を決めた。

### プロ入り後
入団当初は大石大二郎が二塁手の不動のレギュラーだったが、ユーティリティープレイヤーとして1年目から三塁手や二塁手として90試合以上に出場している。また、遊撃のポジションにも何度もついた。
1994年には大石と併用され、78試合で二塁を守った。
1995年は、試合こそ102試合に出たが（二塁手では大石の96試合に次ぐ56試合）打率が2割を超えられず最終的に.192で終わってしまう。来季からそれまで主に遊撃手だった水口栄二が二塁手にコンバートされることが決まっていたこともあり、同年11月24日、久保充広とともに高嶋徹・堀江賢治との交換トレードでオリックス・ブルーウェーブに移籍した。1番のイチローに続く2番を打つことを期待されたため、背番号もイチローの51に続いて52となった。近鉄ではバイプレーヤーとしての地位を固めつつあったため移籍にはショックを受け、同僚への挨拶の電話は涙声になったという。
しかし同じ関東の高校出身で甲子園での対戦経験もある小川博文がキャンプで練習パートナーとなるなど、オリックスではすぐにチームになじんでいった。オープン戦で福良淳一と争った2番・セカンドの座を勝ち取り、自身初の開幕スタメンに選ばれている。同年はそのままレギュラーに定着して前半戦はイチローの後のつなぎ役、後半戦は3番・イチローの前のチャンスメーカーとして試合に出場し、規定打席にも初めて到達した。この年のチームのリーグ制覇に貢献し、自身初のタイトルであるベストナインとゴールデングラブ賞も獲得した。さらに同年の日本シリーズでは優秀選手賞に選ばれ、日本一にも貢献した。同年オフには2800万円増の年俸6100万円（推定）で契約を更改している。
1997年は仰木彬監督から「猫の目打線の中でも田口壮、大島、イチロー、ニールの1-4番は不動」とシーズン前に言われるほどの信頼を受けたが、打率が2割を切るほどの打撃不振で5月からはスタメンを外れる事もあった。同年は打率.239など前年を下回る打撃成績だったが、2年連続となるゴールデングラブ賞を受賞している。その後も2003年まで8シーズン連続で規定打席に到達し、二塁手または三塁手としてレギュラーの座を守り続けた。
1999年は5月1日の対日本ハム戦で右足ヒラメ筋の肉離れを起こして月末まで戦列を離れた。
2000年には3年ぶりにゴールデングラブ賞を受賞している。
2001年は11月4日に東京ドームで行なわれたプロ野球出身地別東西対抗戦で8回裏二死二・三塁の場面で入来智から試合を決める逆転3ランを放ち、MVPを獲得している。
2004年には体力の衰えもあり出場機会が減少した。オフには球団から非公式にコーチ就任を要請されたが、現役続行を希望した。その後選手分配ドラフトで創設直後の楽天に移籍している。
2005年はシーズン前半は不調だったものの、7月2日の対日本ハム戦では9回裏に満塁で横山道哉から走者一掃の適時三塁打を放ち、球団史上初の逆転サヨナラ勝利を決めている。また7月30日の対西武戦では11回表に大沼幸二から決勝2ランを放つなど、後半は代打として勝負強さを見せた。気力に限界を感じ、同年限りで現役を引退している。

### 現役引退後
2006年に一軍打撃コーチとしてオリックス・バファローズへ入団する。
2007年以降は二軍守備走塁コーチや打撃コーチを歴任した。
2012年には、開幕から一軍の打線が振るわなかったことから、水口栄二と入れ替わる格好でシーズン途中から再び一軍打撃コーチを務めた。
2013年にも一軍打撃コーチを担当したが、打線が打率.256、513得点（いずれも同年のパシフィック・リーグチームワースト記録）と低迷した。
2014年から再び、二軍打撃コーチに転じた。
2015年のシーズン終了後に球団からフロント入りを要請されたが、自身の申し出によって退団した。
2016年からは野球解説者に転身した。J SPORTSのオリックス主催試合中継に、同球団OBの立場で随時出演している。その一方で、当時日本ハムの投手コーチだった吉井理人の勧めで、吉井がコーチへ就任するまで在籍していた筑波大学大学院人間総合科学研究科へ進学した。本人曰く「コーチとしての指導に限界を感じていた」とのことで、硬式野球部の監督でもある川村卓准教授の指導を受けながら、打撃の動作や高卒プロ野球選手の育成環境に関する研究に携わっている。
2018年9月からは、イートファクトリー（大阪市を拠点に居酒屋などの飲食店を運営する会社）が翌2019年4月1日にイートファクトリーベースボールクラブ（チーム名は「満マルビリケンズ」）を創部することを前提に、学業と並行しながら同チームのアドバイザーに就任した。チームが社会人野球で本格的に始動する2019年シーズンから、2020年シーズンまで、野球解説者としての活動と並行しながら初代の監督を務めた。
2021年1月1日付で、出身の法政大学野球部の助監督に就任した。監督の交代にともなう人事の一環で、前任の助監督・銚子利夫も、同部OBの元プロ野球選手（横浜大洋ホエールズ・広島東洋カープ）であった。なお、助監督は常勤扱いであるため、就任を機に野球解説者としての活動を休止する。
2024年1月1日付で法政大学野球部監督に就任した。

## プレースタイル・人物
167cm・65kgという小柄な選手であったが、長らく内野のレギュラーとして出場した。闘志あふれるプレーが魅力で、同じような体格の正田耕三や、細身だった篠塚和典のプレーに注目し、参考になる面も多かったという。リトルリーグ時代から身長は低い方だったが、体格差はスピードでカバーしストライクゾーンの狭さを活かすなど、自分の持つ能力を最大限に発揮することを心がけていた。

### 打撃
プロではスイッチヒッターとして試合に出場したが、左打ちはバッティングフォームが崩れやすく「作っている」感じが消えなかったという。しかしプロ入り5年目の1997年まではフリーバッティングの時間の約8割を左打ちに費やしたこともあり、左打席の方が打率が良かった。左右それぞれの打席での練習量がどうしても少なくなるため、いかに効率を上げるかを課題として考え続け、社会人時代には同じ両打ちの正田耕三に立ち話で助言を受けたこともある。
スイッチ転向前の右打席に比べて左打席では一塁までの歩数が2、3歩短くなり、内野安打が増えるなど俊足をより活かせるようになった。基本的に外から入ってくる投球が多くなるため、踏み込んで打ちに行ったり球筋を見ることがしやすくなったという。なお本人はスイッチ転向に成功した理由として、上手くいかなかったら右打ちに戻せば良いという考え方が功を奏したと語っている。
オリックスでは主に2番打者を務め、サインが出る事が多い打順のためネクストバッターズサークルにいる時から様々なケースを想定し、サインが変わった場合などでも動揺しないように準備していた。2000年にはパ・リーグ最多犠打を記録するなど巧みなバントを見せ、通算265犠打は歴代11位の記録である（2011年シーズン終了時点）。出塁率の高さ、併殺打の少なさも持ち味だった。

### 守備
内野はどこでも守れるユーティリティープレイヤーだったが、捕手のサインや投球の軌道、他の内野手の動きなどが全て良く見えるため二塁手が最も守りやすかったという。守備範囲内の打球を確実にアウトにすることを心がけ、前方の弱いゴロには特に全力で向かっていった。

## 詳細情報

### 年度別打撃成績
| 年 度      | 球 団      | 試 合 | 打 席 | 打 数 | 得 点 | 安 打 | 二 塁 打 | 三 塁 打 | 本 塁 打 | 塁 打 | 打 点 | 盗 塁 | 盗 塁 死 | 犠 打 | 犠 飛 | 四 球 | 敬 遠 | 死 球 | 三 振 | 併 殺 打 | 打 率 | 出 塁 率 | 長 打 率 | O P S |
| ---------- | ---------- | ----- | ----- | ----- | ----- | ----- | -------- | -------- | -------- | ----- | ----- | ----- | -------- | ----- | ----- | ----- | ----- | ----- | ----- | -------- | ----- | -------- | -------- | ----- |
| 1993       | 近鉄       | 91    | 307   | 279   | 34    | 78    | 9        | 3        | 1        | 96    | 11    | 10    | 6        | 2     | 1     | 17    | 0     | 8     | 38    | 0        | .280  | .338     | .344     | .682  |
| 1994       | 近鉄       | 97    | 363   | 309   | 60    | 88    | 19       | 4        | 5        | 130   | 29    | 6     | 4        | 6     | 7     | 35    | 0     | 6     | 32    | 3        | .285  | .361     | .421     | .782  |
| 1995       | 近鉄       | 105   | 322   | 271   | 29    | 52    | 6        | 2        | 0        | 62    | 20    | 1     | 1        | 6     | 2     | 40    | 4     | 3     | 41    | 4        | .192  | .301     | .229     | .529  |
| 1996       | オリックス | 125   | 485   | 397   | 62    | 101   | 11       | 3        | 4        | 130   | 37    | 8     | 2        | 29    | 4     | 50    | 0     | 5     | 59    | 3        | .254  | .342     | .327     | .670  |
| 1997       | オリックス | 127   | 463   | 372   | 50    | 89    | 23       | 2        | 1        | 119   | 27    | 2     | 2        | 33    | 2     | 51    | 0     | 5     | 58    | 3        | .239  | .337     | .320     | .657  |
| 1998       | オリックス | 129   | 506   | 409   | 58    | 113   | 14       | 2        | 8        | 155   | 50    | 10    | 1        | 30    | 3     | 57    | 0     | 7     | 53    | 5        | .276  | .372     | .379     | .751  |
| 1999       | オリックス | 110   | 462   | 361   | 46    | 101   | 15       | 1        | 1        | 121   | 33    | 5     | 1        | 28    | 3     | 64    | 0     | 6     | 54    | 2        | .280  | .394     | .335     | .729  |
| 2000       | オリックス | 119   | 509   | 382   | 64    | 108   | 17       | 1        | 1        | 130   | 33    | 1     | 1        | 35    | 2     | 90    | 0     | 0     | 46    | 4        | .283  | .418     | .340     | .758  |
| 2001       | オリックス | 122   | 524   | 414   | 67    | 109   | 19       | 0        | 1        | 131   | 31    | 4     | 0        | 30    | 3     | 75    | 0     | 2     | 52    | 3        | .263  | .377     | .316     | .693  |
| 2002       | オリックス | 116   | 454   | 374   | 32    | 86    | 12       | 0        | 1        | 101   | 25    | 13    | 3        | 32    | 1     | 44    | 0     | 3     | 70    | 1        | .230  | .315     | .270     | .585  |
| 2003       | オリックス | 109   | 439   | 369   | 53    | 105   | 20       | 1        | 0        | 127   | 20    | 9     | 4        | 16    | 1     | 46    | 0     | 7     | 50    | 4        | .285  | .374     | .344     | .718  |
| 2004       | オリックス | 67    | 193   | 152   | 22    | 40    | 13       | 1        | 0        | 55    | 10    | 2     | 2        | 16    | 1     | 20    | 0     | 4     | 21    | 2        | .263  | .362     | .362     | .723  |
| 2005       | 楽天       | 58    | 97    | 81    | 11    | 18    | 5        | 1        | 1        | 28    | 8     | 0     | 0        | 2     | 0     | 13    | 0     | 1     | 14    | 1        | .222  | .337     | .346     | .683  |
| 通算：13年 | 通算：13年 | 1375  | 5124  | 4170  | 588   | 1088  | 183      | 21       | 24       | 1385  | 334   | 71    | 27       | 265   | 30    | 602   | 4     | 57    | 588   | 35       | .261  | .360     | .332     | .692  |

- 各年度の太字はリーグ最高

### 年度別守備成績
| 年 度 | 二塁  | 二塁  | 二塁  | 二塁  | 二塁  | 二塁     | 三塁  | 三塁  | 三塁  | 三塁  | 三塁  | 三塁     | 遊撃  | 遊撃  | 遊撃  | 遊撃  | 遊撃  | 遊撃     | 外野  | 外野  | 外野  | 外野  | 外野  | 外野     |
| 年 度 | 試 合 | 刺 殺 | 補 殺 | 失 策 | 併 殺 | 守 備 率 | 試 合 | 刺 殺 | 補 殺 | 失 策 | 併 殺 | 守 備 率 | 試 合 | 刺 殺 | 補 殺 | 失 策 | 併 殺 | 守 備 率 | 試 合 | 刺 殺 | 補 殺 | 失 策 | 併 殺 | 守 備 率 |
| ----- | ----- | ----- | ----- | ----- | ----- | -------- | ----- | ----- | ----- | ----- | ----- | -------- | ----- | ----- | ----- | ----- | ----- | -------- | ----- | ----- | ----- | ----- | ----- | -------- |
| 1993  | 21    | 21    | 35    | 1     | 8     | .982     | 58    | 38    | 90    | 7     | 7     | .948     | 5     | 6     | 4     | 2     | 1     | .833     | -     | -     | -     | -     | -     | -        |
| 1994  | 74    | 133   | 217   | 6     | 42    | .983     | 19    | 9     | 22    | 2     | 2     | .939     | 1     | 3     | 2     | 0     | 0     | 1.000    | -     | -     | -     | -     | -     | -        |
| 1995  | 57    | 106   | 136   | 2     | 29    | .992     | 21    | 7     | 32    | 2     | 2     | .951     | 3     | 1     | 5     | 1     | 1     | .857     | -     | -     | -     | -     | -     | -        |
| 1996  | 107   | 210   | 277   | 6     | 62    | .988     | 3     | 0     | 0     | 1     | 0     | .000     | 34    | 37    | 65    | 4     | 9     | .962     | 4     | 3     | 0     | 0     | 0     | 1.000    |
| 1997  | 124   | 262   | 338   | 7     | 75    | .988     | -     | -     | -     | -     | -     | -        | 1     | 1     | 0     | 0     | 0     | 1.000    | -     | -     | -     | -     | -     | -        |
| 1998  | 92    | 138   | 214   | 6     | 46    | .983     | 38    | 17    | 78    | 1     | 8     | .990     | 37    | 27    | 88    | 4     | 17    | .966     | 1     | 1     | 0     | 0     | 0     | 1.000    |
| 1999  | 74    | 150   | 225   | 5     | 54    | .987     | 53    | 31    | 85    | 6     | 2     | .951     | -     | -     | -     | -     | -     | -        | -     | -     | -     | -     | -     | -        |
| 2000  | 117   | 258   | 316   | 10    | 64    | .983     | -     | -     | -     | -     | -     | -        | -     | -     | -     | -     | -     | -        | -     | -     | -     | -     | -     | -        |
| 2001  | 122   | 226   | 384   | 9     | 86    | .985     | -     | -     | -     | -     | -     | -        | -     | -     | -     | -     | -     | -        | -     | -     | -     | -     | -     | -        |
| 2002  | 107   | 200   | 249   | 7     | 42    | .985     | -     | -     | -     | -     | -     | -        | -     | -     | -     | -     | -     | -        | -     | -     | -     | -     | -     | -        |
| 2003  | 5     | 4     | 10    | 1     | 2     | .933     | 99    | 64    | 153   | 6     | 11    | .973     | -     | -     | -     | -     | -     | -        | -     | -     | -     | -     | -     | -        |
| 2004  | 41    | 68    | 88    | 3     | 19    | .981     | 4     | 0     | 7     | 1     | 1     | .875     | -     | -     | -     | -     | -     | -        | -     | -     | -     | -     | -     | -        |
| 2005  | 22    | 20    | 34    | 0     | 4     | 1.000    | 17    | 9     | 10    | 0     | 0     | 1.000    | -     | -     | -     | -     | -     | -        | -     | -     | -     | -     | -     | -        |
| 通算  | 963   | 1796  | 2523  | 63    | 533   | .983     | 312   | 175   | 477   | 26    | 33    | .961     | 81    | 75    | 164   | 11    | 28    | .956     | 5     | 4     | 0     | 0     | 0     | 1.000    |

- 太字年はゴールデングラブ賞受賞

### 表彰
- ベストナイン：2回 （1996年、2000年）
- ゴールデングラブ賞：3回 （1996年、1997年、2000年）
- 日本シリーズ優秀選手賞：1回 （1996年）
- 出身地別東西対抗戦最優秀選手：1回 （2001年）

### 記録
初記録
- 初出場：1993年4月18日、対福岡ダイエーホークス2回戦（福岡ドーム）、7回表に内匠政博の代打で出場
- 初打席：同上、7回表に若田部健一から四球
- 初安打：1993年4月23日、対西武ライオンズ1回戦（藤井寺球場）、9回裏に中根仁の代打で出場、鹿取義隆から
- 初先発出場：1993年5月8日、対オリックス・ブルーウェーブ4回戦（米子市民球場）、1番・遊撃手として先発出場
- 初打点：1993年5月22日、対福岡ダイエーホークス6回戦（福岡ドーム）、9回表に斉藤学から2点適時二塁打
- 初盗塁：1993年6月2日、対日本ハムファイターズ9回戦（東京ドーム）、1回表に二盗（投手：武田一浩、捕手：田村藤夫）
- 初本塁打：1993年6月15日、対西武ライオンズ9回戦（西武ライオンズ球場）、1回表に新谷博から先頭打者本塁打
- 初犠打：1993年8月18日、対西武ライオンズ17回戦（西武ライオンズ球場）、3回表に郭泰源から三塁前犠打

節目の記録
- 1000試合出場：2001年8月12日、対福岡ダイエーホークス20回戦（グリーンスタジアム神戸）、1番・二塁手として先発出場 ※史上371人目
- 200犠打：2002年4月7日、対福岡ダイエーホークス2回戦（グリーンスタジアム神戸）、1回裏にブレイディー・ラジオから三塁前犠打 ※史上20人目
- 1000本安打：2003年9月3日、対千葉ロッテマリーンズ23回戦（Yahoo! BBスタジアム）、9回裏に戸部浩から遊撃内野安打 ※史上215人目
- 250犠打：2004年4月3日、対大阪近鉄バファローズ2回戦（Yahoo! BBスタジアム）、6回裏に福盛和男から一塁前犠打 ※史上7人目

その他の記録
- オールスターゲーム出場：1回 （2000年）

### 背番号
- 00 （1993年 - 1995年）
- 52 （1996年 - 2004年）
- 13 （2005年）
- 76 （2006年 - 2015年）

## 関連情報

### 出演

#### 映画
- 走れ!イチロー（2001年4月28日公開、東映、監督：大森一樹） - 本人 役